# 学問の一覧
学問の一覧（がくもんのいちらん）は、大学・大学院レベルで学ばれる学問分野を分類したものである。それぞれの分野には下位分野があり「（例）物理学→素粒子物理学」、これらにはそれぞれ学術雑誌、学会があることが多い。
学問の分類には図書分類法のような分類法がなく、日本とアメリカ、ヨーロッパなどの国・地域や教育機関ごとに差異がある。例えば、法学を社会科学に含める場合もあればそうでない場合もある。
今日ますます、それぞれの学問における分野横断性が強まっており、ある学問を1つの分野に分類することが難しい場合が多くなっている。→学際

## 形式科学

### 数学
- 数学基礎論
  - 集合論
  - 数理論理学
  - 再帰理論
  - モデル理論
  - 証明論
  - 圏論
    - トポス
- 数論
  - 代数的整数論
    - 類体論

  - 解析的整数論
  - 数論幾何学
- 代数学
  - 線型代数学
    - 多重線型代数
    - 行列論

  - 普遍代数学
  - 抽象代数学
    - 群論
    - 環論
    - 体論
    - 可換環論

  - 表現論
- 解析学
  - 微分積分学
    - ベクトル解析

  - 関数解析学
    - 作用素環論

  - 実解析
    - 測度論

  - 常微分方程式
  - 偏微分方程式
  - 複素解析
  - 超準解析
  - 調和解析
  - 変分法

- 幾何学
  - 位相幾何学
    - 代数位相幾何学
    - 微分位相幾何学
    - 幾何位相幾何学

  - 代数幾何学
  - 微分幾何学
    - リーマン幾何学
    - リー群
    - シンプレクティック幾何学

  - ユークリッド幾何学
  - 非ユークリッド幾何学
    - 双曲幾何学
    - 楕円幾何学
      - 球面幾何学

  - アフィン幾何学
  - 非可換幾何学
  - 射影幾何学
  - 計算幾何学
  - 多様体
- 離散数学
  - 組合せ数学
    - 符号理論

  - 束論
  - グラフ理論
  - 理論計算機科学
    - 計算理論
      - 計算可能性理論
      - 計算複雑性理論
- 確率論
  - エルゴード理論
  - 確率過程
- 応用数学
  - 数値解析
  - 最適化問題
    - オペレーションズ・リサーチ
    - 線形計画問題

  - カオス理論
  - フラクタル
  - 数理物理学
    - 場の量子論
    - 統計力学

  - 情報理論
  - 暗号理論

### 統計学
- 記述統計学
- 推測統計学
- ベイズ統計学
- 多変量解析

- 統計物理学
- 生物統計学
- 計量経済学
- 社会統計学
- 人口統計学

## 自然科学

### 物理学
- 力学
  - 静力学・動力学
  - ニュートン力学
  - 熱力学
  - 解析力学
  - 統計力学
  - 量子力学
    - 場の量子論
    - 量子エレクトロニクス

  - 流体力学
    - 磁気流体力学
    - 数値流体力学

  - 連続体力学
    - 構造力学
    - 土質力学
    - レオロジー
    - 材料力学
    - 水力学
    - 空気力学
      - 大気力学
- 電磁気学
  - 光学
    - 非線形光学
    - 量子光学
- 相対性理論
  - 特殊相対性理論
  - 一般相対性理論
- 原子物理学
  - 原子核物理学

- 素粒子物理学
  - 高エネルギー物理学
  - 現象論
- プラズマ物理学
- 天体物理学
  - 地球物理学
  - 宇宙線物理学
  - 重力物理学
- 物性物理学
  - ソフトマター物理学
  - 光物性
  - 固体物理学
  - 半導体
    - 結晶学

  - 表面物理学
  - 低温物理学
- 分子物理学
  - 高分子物理学
- 音響学
- 化学物理学
- 保健物理学
- 医療物理学
- 生物物理学
- 経済物理学
- 数理物理学
- 計算物理学
- トライボロジー

### 天文学
- 宇宙科学
- 惑星科学
- 位置天文学
- 天体物理学
- 天体力学
- 星形成論
- 恒星進化論
- 銀河天文学
- 一般相対性理論
- インフレーション理論

- 観測天文学
  - ガンマ線天文学
  - 赤外線天文学
  - 電波天文学
  - 紫外線天文学
  - X線天文学
- ニュートリノ天文学
- 高エネルギー天文学
- 宇宙生物学
- 宇宙化学
- 日震学
- 宇宙論

### 地球科学
- 地質学
  - 層序学
  - 堆積学
  - 地史学
    - 古地磁気学

  - 古生物学
    - 古動物学
      - 古脊椎動物学
      - 古無脊椎動物学

    - 古植物学
    - 微古生物学
    - 生層序学

  - 構造地質学
  - 岩石学
  - 鉱物学
    - 宝石学
    - 結晶学

  - 応用地質学
    - 鉱床学
    - 石油地質学
- 地球物理学
  - 測地学
  - 地震学
  - 火山学
  - 地球流体力学
    - 海洋物理学
    - 気象学
      - 大気力学

  - 地球電磁気学
    - 宇宙空間物理学

- 自然地理学
  - 地形学
    - 気候地形学
    - 水文地形学
    - 生物地形学
    - 変動地形学

  - 生物地理学
    - 植生地理学

  - 土壌地理学
  - 地域地理学
  - 地図学
  - 水文学
  - 気候学
- 惑星科学
  - 惑星地質学
  - 惑星物理学
- 環境科学・学際的地球科学
  - 第四紀学
  - 大気科学
    - 大気化学
    - 大気電気学

  - 海洋学
  - 土壌学
  - 雪氷学
  - 陸水学
  - 湖沼学
  - 洞穴学
  - 地生態学
  - 地球化学
    - 生物地球化学

  - 環境考古学
  - 古気候学
  - 花粉学
  - 年輪年代学
  - 火山灰編年学

### 化学
- 物理化学
  - 分子動力学
  - 電気化学
  - 生物物理化学
  - 熱化学
  - 放射化学
- 有機化学
  - 有機合成化学
  - 有機金属化学
  - ケミカルバイオロジー
  - コンビナトリアルケミストリー
  - 生物有機化学
  - 天然物化学
- 無機化学
  - 生物無機化学
  - 錯体化学
- 分析化学
  - 機器分析化学
- 高分子化学
  - 超分子化学
- 生化学
- 合成化学

- 理論化学
  - 量子化学
  - 計算化学
- ケモインフォマティクス
- 医薬品化学
- 宇宙化学
- 化学工学
- 石油化学
- 界面化学
- 核化学
- 環境化学
- 固体化学
- 光化学
- 神経化学
- 大気化学
- 地球化学
  - 生物地球化学
- 農芸化学
- 溶液化学
- 立体化学

### 生物学
対象生物学
- 微生物学
  - 寄生虫学
  - 真菌学
  - ウイルス学
- 植物学
  - 藻類学
  - 地衣類学
  - 蘚苔学
  - 樹木学
    - 年輪年代学

  - 民族植物学
  - 植物生理学
  - 植物病理学
  - 植生学
  - 花粉学
- 動物学
  - 哺乳類学
    - 霊長類学
    - イヌ学
    - クジラ学

  - 魚類学
  - 爬虫両棲類学
  - 鳥類学
    - 鳥卵学

  - 昆虫学
    - アリ学

  - クモ学
  - 軟体動物学
    - 貝類学

  - 未確認動物学

- 自然人類学
  - 形質人類学
  - 分子人類学
  - 古人類学
  - 人種学
  - 人類生物学
  - 人体解剖学
    - 骨学
    - 筋学
    - 脈管学
    - 神経解剖学

  - 人間行動生態学
  - 進化人類学
  - 生態人類学
- 古生物学
  - 古動物学
  - 古植物学
  - 微古生物学

マクロ生物学
- 体系学
  - 分類学
    - 表形分類学
    - 進化分類学

  - 系統学
    - 分岐学
    - 分子系統学
- 進化生物学
  - 進化論
- 形態学
  - 解剖学
    - 比較解剖学
    - 植物解剖学
    - 動物解剖学

  - 組織学
- 発生生物学
  - 発生学
- 生態学
  - 動物行動学
  - 社会生物学
  - 景観生態学
  - 個体群生態学
  - 群集生態学
  - 微生物生態学
  - 分子生態学
  - 保全生態学
  - 森林生態学
  - 土壌生態学
  - 進化生態学
  - 化学生態学
  - 繁殖生態学
  - 復元生態学
  - 応用生態学

- 環境学
  - 保全生物学
  - 生物地球化学
  - 生物海洋学
  - 陸水学
  - 環境考古学
  - 季節学
- 生物地理学
  - 植物地理学
    - 植生地理学

  - 動物地理学
  - 島嶼生物学

ミクロ生物学
- 細胞生物学
- 分子生物学
  - 分子ウイルス学
  - エピジェネティクス
  - 一分子生物学
- 遺伝学
  - 分子遺伝学
  - 光遺伝学
  - 集団遺伝学
  - 逆遺伝学
  - ゲノミクス
  - 構造ゲノミクス
  - 保全遺伝学
  - 系譜学
- 生理学
  - 細胞生理学
  - 神経生理学
- 免疫学
- 生化学
  - 毒性学
- 神経科学
  - 計算論的神経科学
  - 神経化学
  - 神経工学
  - 神経内分泌学
  - 認知神経科学
  - 脳科学

- 生物物理学
  - 構造生物学

学際領域
- 生物系統地理学
- 生命起源論
- バイオメカニクス
- 理論生物学
- 数理生物学
- 生物情報学
- 時間生物学
- 宇宙生物学
- 光生物学
- 空中生物学
- 低温生物学
- 生物統計学
- 生体工学
- システム生物学
- システム生態学
- 放射線生物学
- ケミカルバイオロジー
- 生物物理化学

## 応用科学

### 計算機科学・計算機工学
- 離散構造・数学的基礎
- 計算理論
- アルゴリズムとデータ構造
  - アルゴリズム工学
- プログラミング言語と方法論
  - ソフトウェア工学
- オペレーティングシステム
- コンピュータ・アーキテクチャ
- コンピュータネットワーク
- コンピュータセキュリティ
- 分散コンピューティング
- 並列コンピューティング
- 量子コンピュータ
- 光コンピュータ
- コンピュータグラフィックス
  - 計算幾何学
  - グローバル・イルミネーション
- インフォマティクス（知能情報学）・情報学
  - 知識工学
  - 情報システム学
  - システム科学
  - 図書館情報学・図書館学
    - 書誌学
    - 計量書誌学
    - 文書館学
    - 博物館学
- 数値解析
  - 計算化学
  - 計算科学
  - 計算生物学
  - 計算物理学
  - 計算論的神経科学

### 工学
- 化学工学
  - 工業化学
  - 伝熱工学
  - 熱工学
  - 反応工学
  - 燃焼工学
  - プロセスシステム工学
  - 分離工学
  - 粉体工学
- 生物化学工学
  - 生物工学
  - 生体工学
  - 医用生体工学
  - 化学工学
  - 遺伝子工学
  - 神経工学
  - 低温物理学
  - 人間工学
- 土木工学
  - 市民工学
  - 海岸工学
  - 河川工学
  - 港湾工学
  - 空港工学
  - 鉄道工学
  - 道路工学
  - 交通工学
  - 環境都市工学
  - 舗装工学
  - コンクリート工学
  - 橋梁工学
  - 地盤工学
  - 基礎工学
- 音響工学
  - 電気音響工学
  - 建築音響工学
- 電気工学・電子工学
  - 計算機工学
  - ソフトウェア工学
  - モデル駆動工学
  - 通信工学
  - 交換工学
  - 電波工学
  - 無線工学
  - 情報工学
  - 電力工学
  - 半導体工学
  - 精密工学
  - デジタル制御工学
  - マイクロ波工学

- 食品工学
  - 乳業工学
  - 発酵工学
  - 冷凍工学
- 機械工学
  - 制御工学
  - メカトロニクス
  - ロボット工学
  - 進化ロボット工学
  - ニューロロボット工学
  - 群ロボット工学
  - サイボーグ工学
  - 光工学
  - 振動工学
  - 鉄道車両工学
  - 計測工学
- 航空宇宙工学
  - 航空工学
  - 宇宙工学
  - 自動車工学
- 海洋工学
  - 船舶工学
- 材料工学
  - 金属工学
  - 物質工学
  - セラミック工学
- 防災工学
  - 津波工学
  - 火災安全工学
- システム工学
  - 経営システム工学
  - 市民工学
  - 社会工学
  - 経済工学
  - エンタープライズエンジニアリング
  - 信頼性工学
  - 品質工学
  - サステイナブル工学
  - ユーザ工学
  - ロジスティクス工学
  - 数理工学
- 資源工学
  - 鉱山工学
  - 地球工学
  - エネルギー工学
  - 原子力工学
- 環境工学
  - 衛生工学

その他→工学の一覧

### 建築学
- 都市
  - 都市工学
  - 都市環境工学
  - 都市計画学
  - 都市史
- 建築工学
  - 構造工学
  - 建築構造工学
  - 建築環境工学
  - 建築設備工学
  - 空気調和工学

- 建築計画学
  - インテリアデザイン学
  - 建築設備学
  - 建築史
  - 建築生産

### デザイン学
- 情報系（視覚・聴覚）
  - 情報デザイン
  - グラフィックデザイン
  - ウェブデザイン
  - パッケージデザイン
  - ビジュアルコミュニケーション
  - イラストレーション
  - キャラクターデザイン
  - 広告
  - エディトリアルデザイン
  - サウンドデザイン / w:Sound design

- ものづくり系
  - 工業デザイン / インダストリアルデザイン
  - プロダクトデザイン
  - カーデザイン
  - 服飾デザイン / ファッションデザイン

- 建築・空間系
  - 建築デザイン
  - インテリアデザイン
  - 空間デザイン / スペースデザイン
  - アーバンデザイン
  - パブリックデザイン
  - 環境デザイン

- 領域横断
  - ソーシャルデザイン
  - ユニバーサルデザイン
  - ユーザーエクスペリエンスデザイン
  - ユーザインタフェース設計

### 農学
- 農業工学
  - 農業土木学
  - 農業機械学
  - 農林工学
  - 生態工学
- 農作物学
  - 作物学
  - 園芸学
    - 蔬菜園芸学
    - 花卉園芸学
    - 果樹園芸学

  - 草地学
  - 植物生理学
  - 土壌環境科学
  - 育種学
  - 雑草学
  - 昆虫学
  - 植物病理学
  - 農薬学
- 畜産学
  - 動物遺伝育種学
- 水産学
  - 養殖学
  - 水産工学
- 農業経済学
  - 農村社会学
  - 農村計画

- 獣医学
  - 動物科学
  - 応用動物学
- 食品科学
  - 食品工学
  - ワイン学
  - 栄養学
- 農業気象学
- 農芸化学
- 生物統計学
- 造園学
  - 芝草学
  - 花飾学
  - 景観生態学
  - 緑地学
  - 庭園学
  - 緑化工学
- 林学
  - 森林生態学
  - 木材科学
  - 林産学
  - 砂防学
  - 森林計画学

### 医学
- 基礎医学
  - 解剖学
  - 組織学
  - 生理学
  - 病理学
  - 薬理学
  - 免疫学
- 内科学
  - 循環器内科学
  - 消化器内科学
  - 呼吸器内科学
  - 代謝・内分泌内科学
  - 血液内科学
  - 腎臓内科学
  - 神経内科学
  - 感染症内科学
  - リウマチ学
  - 心療内科学
  - 腫瘍内科学
- 外科学
  - 胸部外科学
  - 心臓血管外科学
  - 呼吸器外科学
  - 消化器外科学
  - 大腸肛門外科学
  - 小児外科学
  - 脳神経外科学
  - 整形外科学
  - 形成外科学
  - 泌尿器科学
- 社会医学
  - 衛生学
  - 公衆衛生
  - 疫学
  - 法医学
  - 犯罪学

- 皮膚科学
- 眼科学
- 耳鼻咽喉科学
- 産婦人科学
- 産科学
- 婦人科学
- 小児科学
- 小児神経学
- 細菌学
- 寄生虫学
- 血清学
- 産業医学
- 司法精神医学
- 診断学
- 人間工学
- 精神医学
- 聴覚医学
- 犯罪精神医学
- 麻酔科学
- 予防医学
- スポーツ医学
- テレパソロジー
- リハビリテーション医学
- 医学史
- 医用生体工学
- 医療経済学
- 医療社会学
- 医療物理学
- 医療情報学
- 宇宙医学
- 感染症学
- 感染制御学
- 放射線医学
- 放射線診断学
- 放射線療法
- 救急医学
- 再生医学
- 老年医学
- 老年精神医学

### 歯学
- 口腔解剖学
- 口腔外科学
- 口腔細菌学
- 口腔生化学
- 口腔生理学
- 口腔内科学
- 口腔病理学
- 歯科インプラント学
- 審美歯科学
- 歯科矯正学
- 歯科補綴学

- 歯科放射線学
- 歯科麻酔学
- 歯科薬理学
- 歯科理工学
- 歯周治療学
- 歯内療法学
- 小児歯科学
- 保存修復学
- 法歯学

### 薬学
- 薬理学
- 臨床薬理学
- 医薬品化学

- 薬剤学
- 薬物動態学
- 薬力学
- 生薬学

### 医学・歯学・薬学以外の健康科学
- 看護学
  - 基礎看護学
  - 地域看護学
- リハビリテーション学
  - 理学療法学
  - 作業療法学
  - 言語聴覚療法

- 栄養学
- 性科学
- スポーツ科学

## 社会科学

### 政治学
- 政治学史
  - 政治思想史
- 政治哲学
- 政治過程論
  - 実証政治理論（社会選択理論、政治経済学）
  - 計量政治学
- 比較政治学
- 政治史

- 国際関係論
  - 安全保障学
  - 外交史
  - 開発学
- 行政学
  - 教育行政学
- 政治地理学
  - 地政学
- 政策科学

### 軍事学・防衛学
理科領域
文科領域
- 軍事社会学
- 軍事地理学
- 軍事史

### 法学
- 基礎法学
  - 法哲学
  - 法制史
    - ローマ法

  - 比較法学
  - 法社会学
  - 法政策学
  - 法と経済学
  - 犯罪学
- 公法学
  - 国法学・憲法
  - 憲法訴訟
  - 比較憲法
  - 立法
  - 環境法
  - 行政法
  - 裁判法
  - 財政法
  - 租税法
- 刑事法学
  - 刑事政策
  - 刑事訴訟法
  - 刑法
  - 少年法

- 民事法学
  - 金融法
  - 商法
  - 倒産法
  - 保険法
  - 法人
  - 民事執行法
  - 民事訴訟法
  - 民法
- 社会法学
  - 教育法
  - 経済法
  - 社会保障法
  - 知的財産法
  - 労働法
- 国際法学
  - 国際環境法
  - 国際経済法
  - 国際公法
  - 国際私法
  - 国際人権法
  - 国際人道法
  - 国際民事手続法
  - 国籍法

詳細は法学の分類を参照

### 経済学
理論
- ミクロ経済学
  - 価格理論
  - ゲーム理論
  - 契約理論
  - 社会選択理論
  - 厚生経済学
- マクロ経済学
  - 景気循環理論
  - 経済成長理論
  - 貨幣経済学
- 数理経済学

実証
- 計量経済学
  - 経済統計学
- 実験経済学
- 経済史
  - 数量経済史

応用
- 公共経済学
  - 政治経済学
  - 財政学
- 国際経済学
  - 国際貿易論
  - 国際金融論
- 産業組織論
  - 企業経済学
- 労働経済学
  - 人口経済学
  - 家族経済学
- 金融経済学
  - 金融工学
- 環境経済学
- 都市経済学
  - 空間経済学
  - 経済地理学
  - 交通経済学
  - 不動産経済学
- 法と経済学
- 文化経済学
- 開発経済学
- 農業経済学
- 医療経済学
- 教育経済学

学際
- 行動経済学
- 神経経済学
- 経済物理学
- 複雑系経済学

思想史
- 経済思想史

異端
- マルクス経済学
- 制度経済学
- ラディカル経済学
- ポスト・ケインズ経済学
- 進化経済学

### 経営学
- 経営学
  - 経営管理論
  - 経営戦略
  - マーケティング
  - リスクマネジメント
  - 企業倫理
  - 企業の社会的責任
  - 起業家
  - 財務分析
  - 技術経営
  - 経営哲学

- 商学
  - 保険数理学
  - 情報システム学
  - 製造業
  - 組織論
  - 不動産
  - 労働経済学
  - 消費者行動
  - 流通
  - 商業
  - 保険
- 金融
  - 数理ファイナンス
- 会計学
  - 会計監査
  - 環境会計
  - 管理会計
  - 公会計
  - 国際会計
  - 財務会計
  - 簿記

### 社会学
- 社会調査
- 文化社会学
- 歴史社会学
- 比較社会学
- 宗教社会学
- 法社会学
- 政治社会学
- 数理社会学
- 知識社会学
- 科学社会学
  - 科学技術社会論
- 医療社会学
- 教育社会学
- 家族社会学
- 都市社会学
- 犯罪社会学
- 農村社会学
- 環境社会学
- 軍事社会学

- スポーツ社会学
- 老年学
- ジェンダーの社会学
  - ジェンダー研究
  - 男性学
  - 女性学
- 組織論
- 社会文化的進化
- 人口統計学
- 社会福祉学
- 社会言語学
- 社会心理学
- 社会生物学
- 社会哲学
- アグノトロジー
- エスノメソドロジー
- 文化学・カルチュラル・スタディーズ
- メディア研究
- コミュニケーション学
- 地域研究 (社会学)

### 教育学
- 教育史
- 教育哲学
- 教育社会学
- 教育心理学
- 学校心理学
- 教科教育学
- 比較教育学
- 批判教育学
- 歴史教育学
- 教育方法学
- 教育工学
- 生涯学習論
- 普通教育
- 一般教育
  - 初等教育
  - 中等教育
- 特殊教育
- 専門教育
  - 高等教育
  - 職業教育

- 言語教育
  - 語学教育
    - 日本語教育
    - 外国語教育
- 性教育
- 平和教育
- 国語教育
- 社会科教育
  - 地理教育
  - 歴史教育
  - 公民教育
- 算数・数学教育
- 理科教育
- 英語教育
- 情報教育
- 芸術教育
  - 音楽教育
  - 美術教育
- 保健体育
- 技術科教育
- 家庭科教育
- 特別支援教育

### 心理学
- スポーツ心理学
- ポジティブ心理学
- 異常心理学
- 音楽心理学
- 音響心理学
- 学校心理学
- 環境心理学
- 教育心理学
- 健康心理学
- 産業心理学
- 実験心理学
- 社会心理学
- 犯罪心理学
- 発達心理学
- 神経心理学
- 進化心理学
- 人格心理学
- 数理心理学

- 生物心理学
- 生理心理学
- 精神生理学
- 精神物理学
- 道徳心理学
- 認知神経科学
- 社会神経科学
- 比較心理学
- 臨床心理学
  - 心理療法
- 方法・学派
  - 認知心理学
  - 行動主義心理学
  - 精神分析学
  - 人間性心理学

## 人文科学

### 哲学
- 形而上学
  - 存在論
  - 決定論・自由意志
  - 時空の哲学
- 認識論
  - 認識論理
- 論理学
  - 数理論理学
  - 論理学の哲学
- 言語哲学
  - 数理論理学
  - 修辞学
- 心の哲学
  - 神経哲学
- 倫理学
  - メタ倫理学
  - 規範倫理学
  - 応用倫理学
- 美学
  - 音楽学
  - 音楽の哲学
  - 芸術学
- 科学哲学
  - 数学の哲学
  - 物理学の哲学
  - 化学の哲学
  - 生物学の哲学
  - 社会科学の哲学
  - 経済学の哲学

- 社会の哲学
  - 社会哲学
  - 政治哲学
  - 法哲学
  - 教育哲学
  - 歴史哲学
  - 宗教哲学
- 行為の哲学
- 情報哲学
- 哲学史
  - 古代哲学
  - 中世哲学
  - 現代哲学
- 東洋哲学
  - 仏教哲学
  - インド哲学
  - 中国哲学
  - イスラーム哲学
- 大陸哲学
  - ドイツ観念論
  - マルクス哲学
  - 現象学
  - 実存哲学
  - フランス現代思想

### 宗教学
- 神話学
- 民俗学
- 宗教哲学
- 宗教心理学
- 宗教社会学
- 宗教地理学
- 宗教人類学
- 比較宗教学
- 宗教史
- 原始宗教・アニミズム
- 神学
- 無神論・ヒューマニズム

- 中東起源の宗教
  - アブラハムの宗教
    - キリスト教
    - イスラム教
    - ユダヤ教
      - ユダヤ学

  - マニ教
  - ゾロアスター教
- 東アジア起源の宗教
  - 神道
  - 儒教
  - 道教
- インド起源の宗教
  - 仏教
  - ヒンドゥー教
- 新宗教
- その他の宗教→宗教一覧
- スピリチュアリティ →スピリチュアリティと超自然

### 言語学・語学
- 一般言語学
  - 理論言語学
    - 音声学
    - 音韻論
    - 形態論
    - 統語論
    - 語彙論
    - 意味論
    - 語用論

  - 歴史言語学
    - 語源学
    - 比較言語学
    - 言語系統論
    - 言語年代学

  - 言語地理学
    - 方言学

  - 応用言語学
    - 言語獲得
      - 第二言語習得

    - 対照言語学
      - 言語類型論

    - 心理言語学
    - 神経言語学
    - 社会言語学
    - 言語人類学
    - 認知言語学
    - 生成言語学
    - 理論言語学
    - 生物言語学
    - 計算言語学
      - 自然言語処理

    - コーパス言語学
    - 進化言語学
    - 文体論

  - 談話分析
  - 言語哲学
  - 記号学
  - 修辞学
  - 文献学

- 個別言語学
  - 日本語学
  - 英語学
  - フランス語学
  - ロマンス語学
  - その他の言語→言語の一覧
- 古典学
  - 訓詁学
  - 西洋古典学
- 辞書学
  - 名物学
- 文字学（グラマトロジー）
  - 漢字学

### 人類学・考古学
- 自然人類学

- 文化人類学
  - 民俗学
  - 民族学
    - 宗教民族学
    - 音楽民族学
    - 民族誌

  - 神話学
    - 比較神話学

  - 社会人類学
  - 言語人類学
  - 経済人類学
  - 宗教人類学
  - 医療人類学
  - ミーム学

- 考古学[3]
  - 地形考古学
    - 海洋考古学
    - 空中考古学
    - 航空考古学
    - 宇宙考古学

  - 骨学
  - 産業考古学
  - 実験考古学
  - 民族考古学
  - 歴史考古学
  - 環境考古学
    - 動物考古学
    - 植物考古学
    - 花粉学

  - 地震考古学
  - 先史考古学
  - 天文考古学
  - 認知考古学
  - 年輪年代学
  - 火山灰編年学
  - 類型学
  - 古代文明の研究
    - エジプト学

### 歴史学
- 史学史
- 文化史
  - 精神史
  - 文学史
  - 美術史
  - 音楽史
  - スポーツの歴史
- 社会史
  - 政治史
  - 経済史
  - 法制史
  - 教育史
  - 宗教史
  - 経営史
- 科学史
  - 数学史
  - 物理学史
  - 化学史
  - 生物学史
  - 医学史
  - 天文学史
- 社会科学の歴史
  - 地理学の歴史
  - 政治学の歴史
  - 経済思想史
- 女性史
- 技術史
- 軍事史
- 金石学
- 貨幣学
- 系譜学
- 文献学
- 郷土史
- 歴史地理学
- 歴史人口学
- 歴史哲学* 時代別
  - 古代史
  - 中世史
  - 近世史
  - 近代史
  - 現代史

- 地域史/国別・地域別の歴史
  - 世界史
  - 国史
    - 西洋史
    - 東洋史
    - ヨーロッパ史
      - 北ヨーロッパ
        - アイスランドの歴史
        - スウェーデンの歴史
        - フィンランドの歴史
        - デンマークの歴史
        - ノルウェーの歴史

      - 西ヨーロッパ
        - リヒテンシュタインの歴史
        - ルクセンブルクの歴史
        - アイルランドの歴史
        - オーストリアの歴史
        - オランダの歴史
        - フランスの歴史
        - ベルギーの歴史
        - イギリスの歴史
          - スコットランドの歴史
          - イングランドの歴史
          - ウェールズの歴史

        - ドイツの歴史
        - スイスの歴史
        - モナコの歴史

      - 南ヨーロッパ
        - スロベニアの歴史
        - ポルトガルの歴史
        - アンドラの歴史
        - イタリアの歴史
        - スペインの歴史
        - キプロスの歴史
        - ギリシャの歴史
        - マルタの歴史

      - 東ヨーロッパ
        - ウクライナの歴史
        - エストニアの歴史
        - スロバキアの歴史
        - ハンガリーの歴史
        - ブルガリアの歴史
        - ポーランドの歴史
        - リトアニアの歴史
        - ルーマニアの歴史
        - ラトビアの歴史
        - チェコの歴史
        - ロシアの歴史

    - 南アメリカ史
      - アルゼンチンの歴史
      - ウルグアイの歴史
      - エクアドルの歴史
      - コロンビアの歴史
      - パラグアイの歴史
      - ベネズエラの歴史
      - ブラジルの歴史
      - ボリビアの歴史
      - ペルーの歴史
      - チリの歴史

    - 北アメリカ史
      - アメリカの歴史
        - アラスカの歴史

      - カナダの歴史

    - 中央アメリカ史
      - セントビンセント・グレナディーンの歴史
      - エルサルバドルの歴史
      - ドミニカ共和国の歴史
      - ホンジュラスの歴史
      - グアテマラの歴史
      - コスタリカの歴史
      - ジャマイカの歴史
      - キューバの歴史
      - ベリーズの歴史
      - メキシコの歴史
      - ハイチの歴史
      - パナマの歴史
      - バハマの歴史

    - アフリカ史
      - 北アフリカ
        - アルジェリアの歴史
        - チュニジアの歴史
        - エジプトの歴史
        - モロッコの歴史
        - リビアの歴史

      - 西アフリカ
        - カーボベルデの歴史
        - ギニアビサウの歴史
        - マリの歴史

      - 東アフリカ
        - マダガスカルの歴史
        - エチオピアの歴史
        - ブルンジの歴史
        - マラウイの歴史

      - 中部アフリカ
        - サントメ・プリンシペの歴史
        - カメルーンの歴史
        - アンゴラの歴史
        - チャドの歴史

      - 南部アフリカ
        - 南アフリカ共和国の歴史
        - エスワティニの歴史
        - ボツワナの歴史

    - アジア史
      - 東アジア・北アジア
        - モンゴルの歴史
        - ロシアの歴史
        - 日本の歴史
        - 中国の歴史
        - 朝鮮の歴史
          - 韓国の歴史
          - 北朝鮮の歴史

      - 東南アジア
        - インドネシアの歴史
        - シンガポールの歴史
        - カンボジアの歴史
        - フィリピンの歴史
        - マレーシアの歴史
        - ミャンマーの歴史
        - ブルネイの歴史
        - ベトナムの歴史
        - ラオスの歴史
        - タイの歴史

      - 南アジア
        - アフガニスタンの歴史
        - バングラデシュの歴史
        - スリランカの歴史
        - パキスタンの歴史
        - インドの歴史
        - イランの歴史

      - 中央アジア
        - ウズベキスタンの歴史

      - 西アジア
        - アゼルバイジャンの歴史
        - アルメニアの歴史
        - イスラエルの歴史
        - キプロスの歴史
        - ヨルダンの歴史
        - イラクの歴史
        - シリアの歴史
        - トルコの歴史

### 地理学
- 自然地理学

- 人文地理学
  - 地理学史
  - 経済地理学
  - 開発地理学
  - 交通地理学
  - 政治地理学
    - 地政学

  - 軍事地理学
  - 社会地理学
  - 文化地理学
  - 言語地理学
  - 宗教地理学
  - 歴史地理学
  - 都市地理学

- 工業地理学
- 農業地理学
- 鉱業地理学
- 商業地理学
- 人口地理学
  - 人口統計学
- 衛生地理学
- 観光地理学
- 時間地理学
- 地理情報システム
- 民族誌
- 地誌学（地域地理学）
- 地図学

### 文学
- 比較文学
- 文芸学
- 文学理論
  - 批判理論
  - 文芸評論
- 修辞学
- 創作技法
  - フィクション・ノンフィクション
  - 詩作
  - 劇作
  - 台本
  - 翻訳
- 書誌学
- 文献学
- 文学史
  - 西洋古典学
  - 中世文学
  - ポストコロニアル文学
  - ポストモダン文学

- 各国の文学
  - 日本文学
    - かな文字文学
    - アイヌ文学
    - 琉球文学

  - 中国文学
    - 漢文学

  - インド文学
  - アラビア文学
  - ロシア文学
  - 英文学
    - アイルランド文学
    - アメリカ文学
    - イギリス文学

  - ドイツ文学
  - イタリア文学
  - フランス文学
  - アフリカ文学
  - ラテンアメリカ文学

### 芸術
- 視覚芸術
  - 絵画
    - 日本画
    - 油彩画
    - 版画

  - 彫刻
  - 写真
  - 建築
  - 工芸
    - 彫金
    - 鍛金
    - 鋳金
    - 漆芸
    - 陶芸
    - 染織
    - 織物

  - 写真風景
  - アニメーション
  - イラストレーション
  - コンピュータアート
- 舞台芸術
  - 音楽
    - 作曲
    - コンピュータミュージック

  - ダンス
    - バレエ
    - フォークダンス
    - 振付

  - 演芸
    - ヴォードヴィル
    - レヴュー

  - 演劇
    - 芝居
    - オペラ
    - ミュージカル
    - 演出

  - 映画

- 芸術学
  - 美術史
  - 音楽学
    - 音楽理論
    - 音楽の哲学
    - 音楽美学
    - 音楽教育学
    - 民族音楽学
    - 音楽心理学
    - 音響心理学

  - 音楽史
  - 映画学
    - 映画理論
    - 映画史
    - 映画評論

  - 博物館学

## スピリチュアリティと超自然などの学問
- 超心理学
- 神智学
- 疑似科学
- 創造科学
- 人智学
- 神秘学
- 錬金術
- 悪魔学

## その他
- 雑学
- 独学

## 学問の区分け
学問は様々な側面から分類できる。
文系か理系か
- 文系：人文科学、社会科学
- 理系：自然科学、応用科学

実学か非実学か
- 実学：社会科学、応用科学、自然科学、一部の人文科学、一部の形式科学
- 非実学（虚学）：一部の自然科学、人文科学、形式科学

経験科学か形式科学か
- 経験科学：人文科学、社会科学、自然科学、応用科学
- 形式科学：数学、統計学

歴史科学か否か
- 歴史科学：人文科学の一部（歴史学、考古学など）、自然科学の一部（地質学、古生物学など）
- 非歴史科学：その他

数学（数式）を用いる程度
- 大：物理学、天文学、工学、経済学
- 中：化学、地球惑星科学
- 小：生物学、農学、薬学、医学、歯学、人文科学、経済学を除く社会科学

| 理学・文学  | 理学・文学                                               | 理学・文学                                                              | 理学・文学                                                                         | 理学・文学                                | 実学                                           | 実学                                                         |
| 形式科学    | 経験科学                                                 | 経験科学                                                                | 経験科学                                                                           | 経験科学                                  | 経験科学                                       | 経験科学                                                     |
| 形式科学    | 自然科学                                                 | 自然科学                                                                | 人文科学                                                                           | 人文科学                                  | 社会科学                                       | 応用科学                                                     |
| 形式科学    | 普遍現象科学                                             | 歴史科学                                                                | 普遍現象科学                                                                       | 歴史科学                                  | 社会科学                                       | 応用科学                                                     |
| ----------- | -------------------------------------------------------- | ----------------------------------------------------------------------- | ---------------------------------------------------------------------------------- | ----------------------------------------- | ---------------------------------------------- | ------------------------------------------------------------ |
| 数学 統計学 | 物理学 化学 生物学の大半 地球惑星科学の大半 天文学の大半 | 地質学 （地史学、古生物学） 進化生物学（進化史） 天文学の一部（宇宙史） | 哲学 宗教学 人文地理学 文化人類学（一部除く） 言語学（歴史言語学除く） 文学 芸術学 | 歴史学 考古学 文化人類学の一部 歴史言語学 | 法学 政治学 経済学 経営学 教育学 社会学 心理学 | 工学 農学 医学 薬学 歯学 計算機科学 情報学 建築学 デザイン学 |